# 傘圓山聖
傘圓山聖（越南语：／），又名山精（越南语：／），是越南神話中的一位人物，為「四不死」之一。
根據越南神話的說法，傘圓山聖是巴位山脈的山神。他也是神話故事山精水精中的主人公之一。
越南境內許多城鎮有供奉他的廟，例如在河內的山西市社就有供奉他的「Và廟」。
越南提供的台风名称“山神”则来源于傘圓山聖。